# 647 Adelgunde
647 Adelgunde је астероид главног астероидног појаса са средњом удаљеношћу од Сунца која износи 2,441 астрономских јединица (АЈ).
Апсолутна магнитуда астероида је 11,41 а геометријски албедо 0,238.